# Holton St Mary
Holton St Mary – wieś w Anglii, w hrabstwie Suffolk, w dystrykcie Babergh. Leży 14 km na południowy zachód od miasta Ipswich i 95 km na północny wschód od Londynu. W 2005 miejscowość liczyła 220 mieszkańców.